# FG 42
Fallschirmjägergewehr 42 (FG 42 eller FjG 42) var ett mellanting mellan en automatkarbin och en lätt kulspruta som tillverkades i Nazityskland under andra världskriget. FG 42 var avsedd att användas av Luftwaffes fallskärmsjägare. Den grova kalibern gjorde att vapnet var svårt att kontrollera vid automateld och begränsade dess användbarhet. Trots att FG 42 endast byggdes i några tusental exemplar var konstruktionen inflytelserik bland efterkrigstidens vapentillverkare.

## Historik
Under inledningsskedet av slaget om Kreta på våren 1941 hade de tyska fallskärmsjägarna lidit svåra förluster då de var tvungna att hoppa med endast lätta vapen som kulsprutepistoler och handgranater med sig. Tyngre vapen som kulsprutor och repetergevär släpptes i separata behållare och innan fallskärmsjägarna nådde dessa hade deras motståndare en stor stridsfördel då deras eldhandvapen hade mycket längre räckvidd. Fallskärmsjägarnas fallskärmar var fästa med endast en lina i selen på kroppen vilket gjorde att de landade på alla fyra och lätt skadade sig om de hade med sig tyngre och klumpigare utrustning som gevär. Denna upplevelse ledde till planer på ett universalvapen som i viss mån kunde ersätta repetergevären med möjlighet till pricksäkra enkelskott med lång räckvidd, kulsprutepistolerna med automateld på kort håll samt kulsprutorna med hjälp av ett benstöd som möjliggjorde understödjande eldgivning.

## Användare
- Argentina
- Finland
- Nazityskland
- Nordvietnam